# Arne Larsson

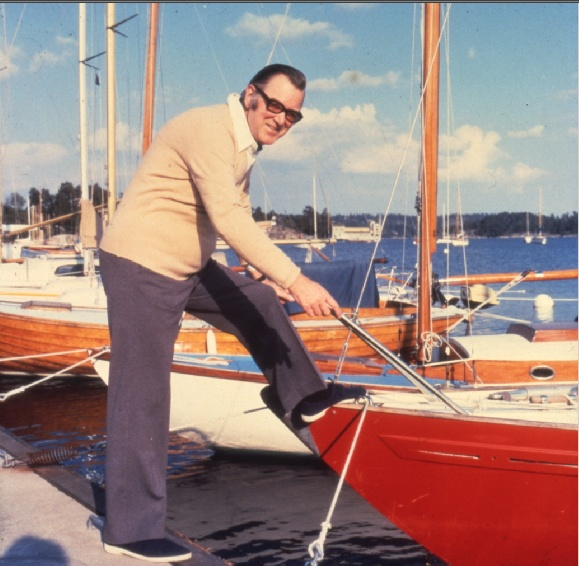
Arne Larsson

Arne Holger Vilhelm Larsson, född 26 maj 1915 i Skultuna, död 28 december 2001 i Nacka, blev känd som världens första pacemakerpatient i oktober 1958.
Pacemakern utvecklades av Rune Elmqvist och opererades in av thoraxkirurgen Åke Senning på Karolinska sjukhuset i Solna. Larsson hann förbruka 26 pacemakers under sin livstid. Innan han fick sin pacemaker kunde han svimma upp till 20 gånger om dagen. Hans första pacemaker var ungefär lika stor som en tredjedel av en ishockeypuck.
Larsson är begravd på Skogskyrkogården i Stockholm.